# صموئيل سلون

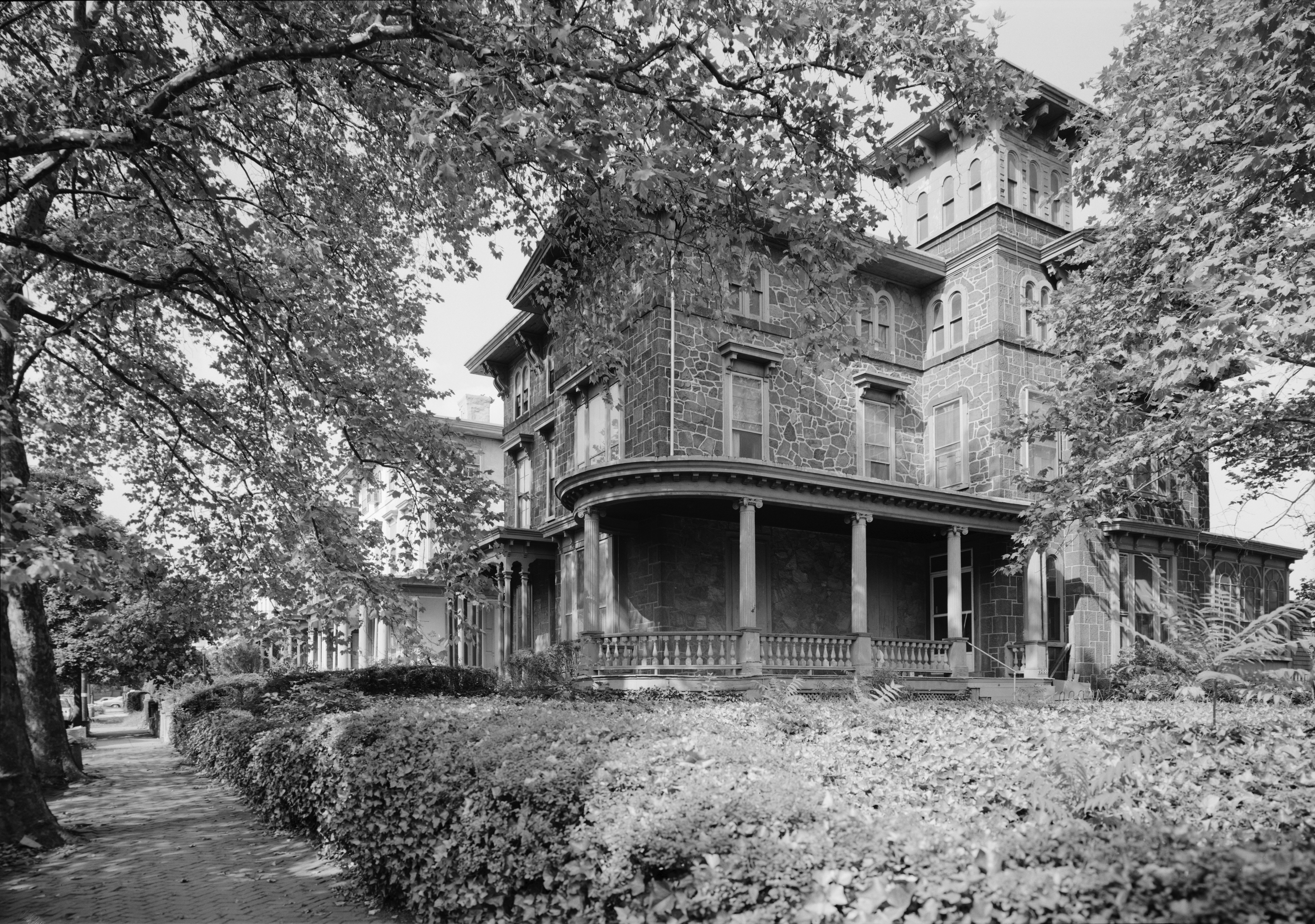
إحدى أعمال المهندس المعماري

صموئيل سلون (بالإنجليزية: Samuel Sloan)‏ هو مهندس معماري أمريكي، ولد في 7 مارس 1815 في مقاطعة تشيستر في الولايات المتحدة، وتوفي في 19 يوليو 1884 في رالي في الولايات المتحدة.